# Lotus egipci
El lotus egipci o lotus blanc (Nymphaea lotus) és una planta del gènere de les nimfees. També rep els noms de lotus sagrat egipci blanc, lotus sagrat o lotus tigre.

## Distribució i hàbitat

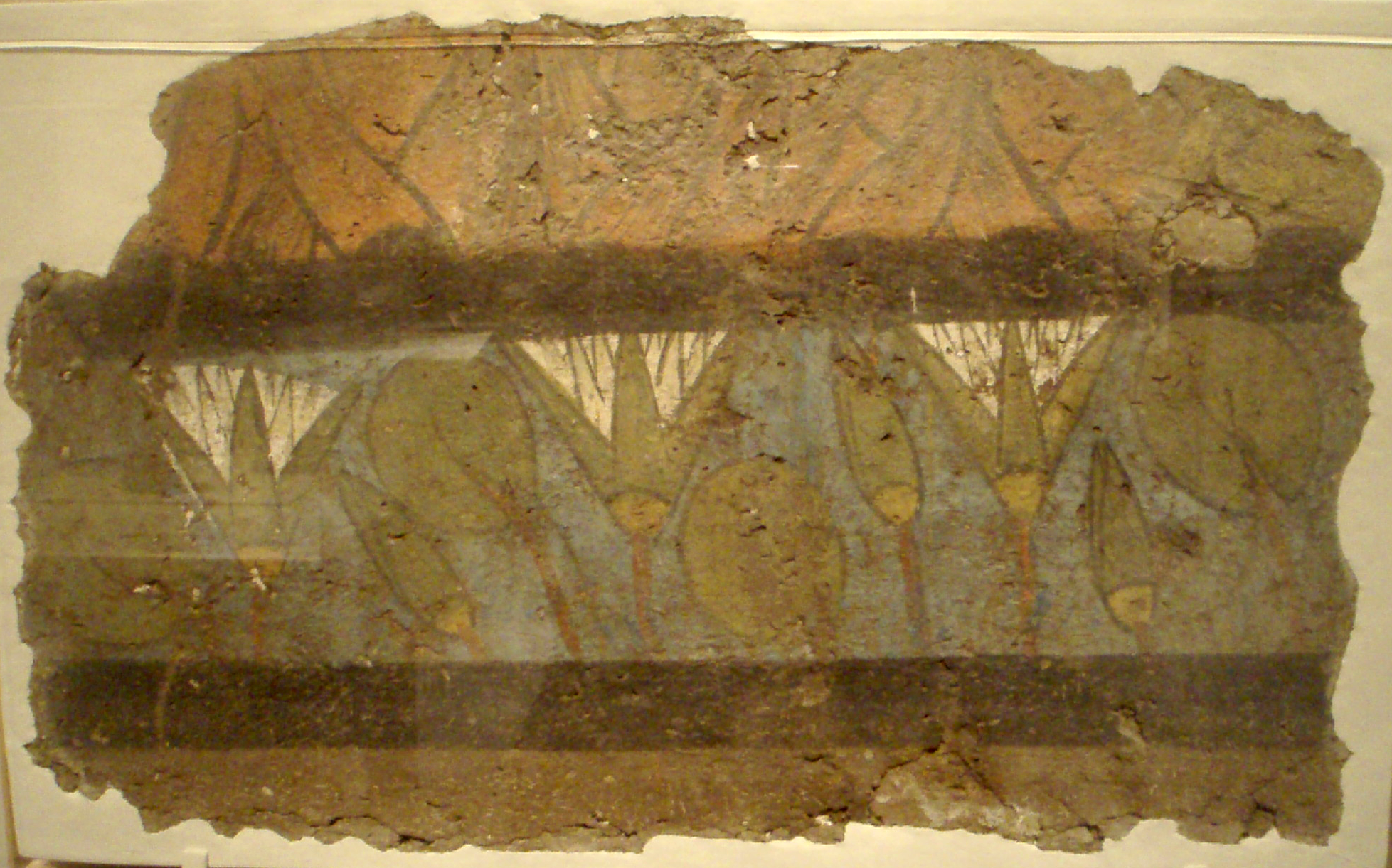
Plantes de lotus egipci. Pintura mural d'un palau d'Amarna (1352-1336 aC)

El lotus sagrat egipci és originari de la vall del Nil i l'Àfrica oriental, d'on es va estendre ja en temps antics al subcontinent indi i al sud-est asiàtic. Aquesta planta es troba actualment en totes les zones tropicals del planeta. És molt apreciada com a planta de jardineria i com a planta d'aquari. Creix en estanys poc profunds, séquies, rius de corrent suau i aiguamolls, preferint aigües lleugerament àcides i no gaire fredes.

## Descripció

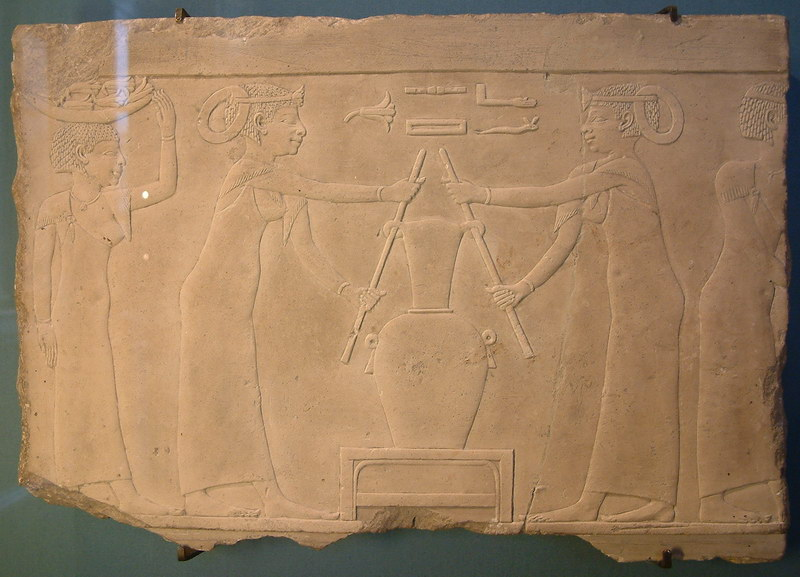
Dones durant l'obtenció del perfum de lotus. Dinastia IV d'Egipte

Les fulles floten damunt de l'aigua i també es desenvolupen sota la superfície.
Sota l'aigua, les fulles tenen forma de punta de llança amb tons molt variats i taques i estries marronoses i rogenques que l'hi han valgut el nom de lotus tigre en l'aquariofília. Les fulles flotants són rodones i amb coloració més llisa.
La flor és gran i de color blanc. Pot tindre matisos de color rosa molt delicats. Creix en tiges que s'eleven damunt de la superfície. Es tanca durant el dia i s'obre durant la nit, desprenent una fragància dolça i suau. Els antics egipcis obtenien perfum de les flors.
Es reprodueix principalment mitjançant fillols que ixen dels bulbs de l'arrel submergida.

## Simbolisme

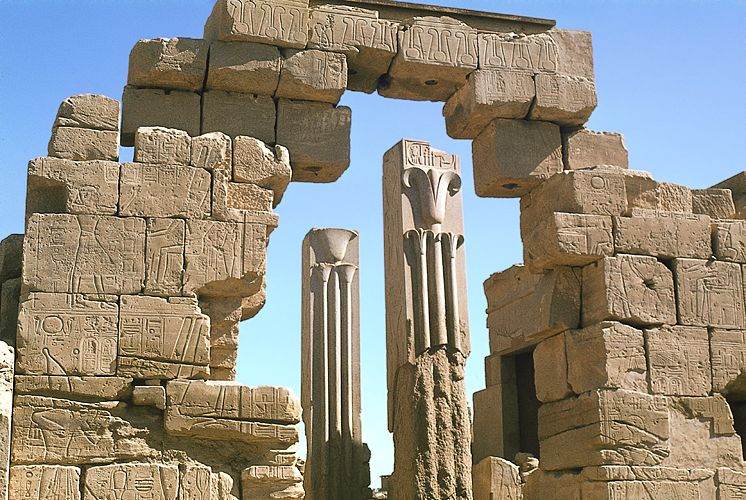
Columnes amb símbols representant el lotus a Karnak

El lotus blanc era una flor sagrada a l'antic Egipte. Formava part de les plantes que es trobaven als jardins dels nobles. També s'utilitzava en ofrenes als temples, garlandes funeràries i decoracions femenines, sobretot a l'època de l'antic Regne. La xifra 1.000 (ḫȝ) en la numeració egípcia estava representada per un lotus, car hom els trobava a milers. Aquesta flor va inspirar motius decoratius que estan molt presents en l'arquitectura i la pintura mural de l'art de l'antic Egipte. Els antics egipcis tenien com a creença que la flor del lotus sagrat donava poder. S'han trobat restes de la flor del lotus egipci a la tomba de Ramsés II.
La planta d'aquest lotus també era una font d'aliment per als egipcis. Heròdot comentà que els egipcis en menjaven la rel, pelant la pell fosca i servint l'interior com a àpat cru, bullit o rostit al forn. Aquesta planta és potser el lotus que menjaven els lotòfags de l'Odissea.
Els antics egipcis coneixien la rel del lotus com a seixen, que va esdevenir el nom de dona actual Susanna o Susana mitjançant els idiomes copte i àrab.

## Usos
Les llavors del lotus egipci es mengen a l'Índia cuinades en sorra calenta. A part de ser un àpat lleuger, tenen propietats digestives. També les fulles, les tiges i les flors són comestibles, ans que de gust insípid.